# Vuelo 385 de Air France
El Vuelo 385 de Air France es el vuelo de Air France cuya ruta es entre Caracas y París. El 11 de septiembre de 2013, autoridades francesas incautaron 1,3 toneladas de cocaína pura contenidas en 31 maletas, siendo la mayor incautación de narcóticos en Francia hasta entonces.

## Incautación de cocaína
Las autoridades de Francia descubrieron 1382 kilogramos de cocaína pura en el Aeropuerto de París-Charles de Gaulle, en París, contenidas en treinta y una maletas a bordo de un avión de Air France procedente de Caracas que no pertenecían a ningún pasajero y que representaba un aproximado de 200 millones de euros, siendo la mayor incautación de narcóticos de Francia hasta entonces. La incautación se produjo a raíz de una investigación de varias semanas con la cooperación de las autoridades españolas, británicas y holandesas, y no de un control de aduanas.
Un reportaje de InSight Crime determinó que al salir de Venezuela, las maletas rellenas de cocaína no pasaron por el interior del Aeropuerto Internacional de Maiquetía Simón Bolívar, sino que llegaron en un vehículo que entró por la puerta de unos comerciantes en el ala oeste del aeropuerto, evitando el sistema de escaneo y la posibilidad de ser descubiertos por miembros de la Guardia Nacional que no estuvieran involucrados en la operación. Según Elisio Guzmán, exdirector de la agencia de investigaciones del CICPC, el envío probablemente fue guardado posteriormente en una de las “zonas estériles” del aeropuerto, término con el que se conoce bodegas en donde se almacena el equipaje que ha sido previamente registrado. Esto entra en conflicto con la versión dada por la Oficina Nacional Antidrogas (ONA) de Venezuela, cuyo director Alejandro Keleris declaró en la prensa que las pruebas de vídeo mostraban que las maletas habían pasado por los escáneres.
Según Javier Mayorca, un periodista que ha investigado el caso, los despachadores de vuelos o planificadores de la carga debieron ser cómplices de la operación ya que están encargados de distribuir el equipaje en la bodega del avión, una de las tareas más importantes en la tripulación. Alejandro Rebolledo, exjuez y exasesor contra el lavado de dinero, informó a Mayorca que tenía información de que el grupo narcotraficante, que se cree estaba conformado por civiles criminales y miembros del ejército, había estado probando la ruta durante meses, sustituyendo las maletas de los pasajeros por otras que contenían cocaína, que luego desaparecían a su llegada a Francia, llegando un día más tarde. Debido a la frecuencia de las quejas de los pasajeros, las autoridades empezaron a investigar la situación. La policía en Francia, Italia y España pusieron en marcha una investigación operando encubierto en Europa y Venezuela sin el conocimiento del gobierno venezolano, ya que sospechaban que altos funcionarios militares venezolanos podían estar involucrados.

## Responsabilidad
Las maletas incautadas habían sido facturadas en Caracas, pero no les pertenecía a ningún pasajero embarcado. El ministro de interior de Francia, Manuel Valls, sostuvo una rueda de prensa en una sala de la Oficina Central de Represión del Tráfico Ilícito de Estupefacientes (OCTRIS) en la localidad de Nanterre en París, donde informó que varios miembros de una organización criminal habían sido detenidos las últimas 24 horas desde la incautación. Seis personas fueron detenidas en Francia, incluyendo a tres italianos y tres británicos.
El 23 de septiembre, el ministro de Interior y Justicia de Venezuela, Miguel Rodríguez Torres, anunció que tres miembros de la Guardia Nacional Bolivariana habían sido detenidos en relación con la investigación: un teniente de la Guardia Nacional Bolivariana, miembro del Comando Antidrogas, y a dos sargentos; Rodríguez acusó a la aerolínea Air France de complicidad con los militares venezolanos. Sin embargo, ningún empleado de Air France había sido detenido y una fuente citada por AFP responsabilizó de la operación a la mafia calabresa, la 'Ndragheta, la cual ha colaborado con cárteles colombianos para la importación de cocaína a Europa. Según la fuente, el cargamento «no fue registrado por el circuito habitual», por lo que supone que no pasó por el mostrador de facturación de Air France en Caracas. Air France anunció la apertura de una investigación interna para determinar si había personal involucrado en la operación.
En 2015, tras una investigación preliminar del Ministerio Público de Venezuela, el Tribunal 1° de Control del estado Vargas admitió la acusación y ordenó el enjuiciamiento de 27 personas, incluyendo a cinco militares, una supervisora de seguridad de la empresa OWS, que presta servicio a Air France en Venezuela, un teniente coronel encargado de la seguridad del aeropuerto, una funcionaria de seguridad aeroportuaria y un directivo adjunto de la aerolínea francesa, quienes permanecen recluidas en diferentes centros penitenciarios del país.